# Parte

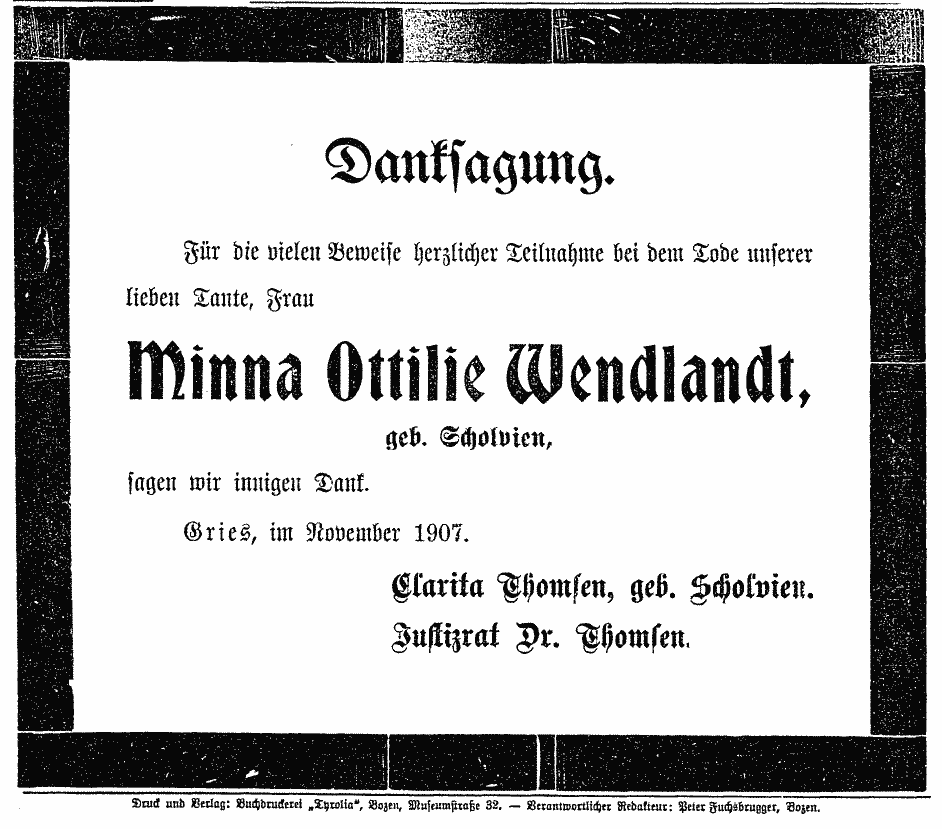
Parte für Minna Ottilie Wendlandt, 1907

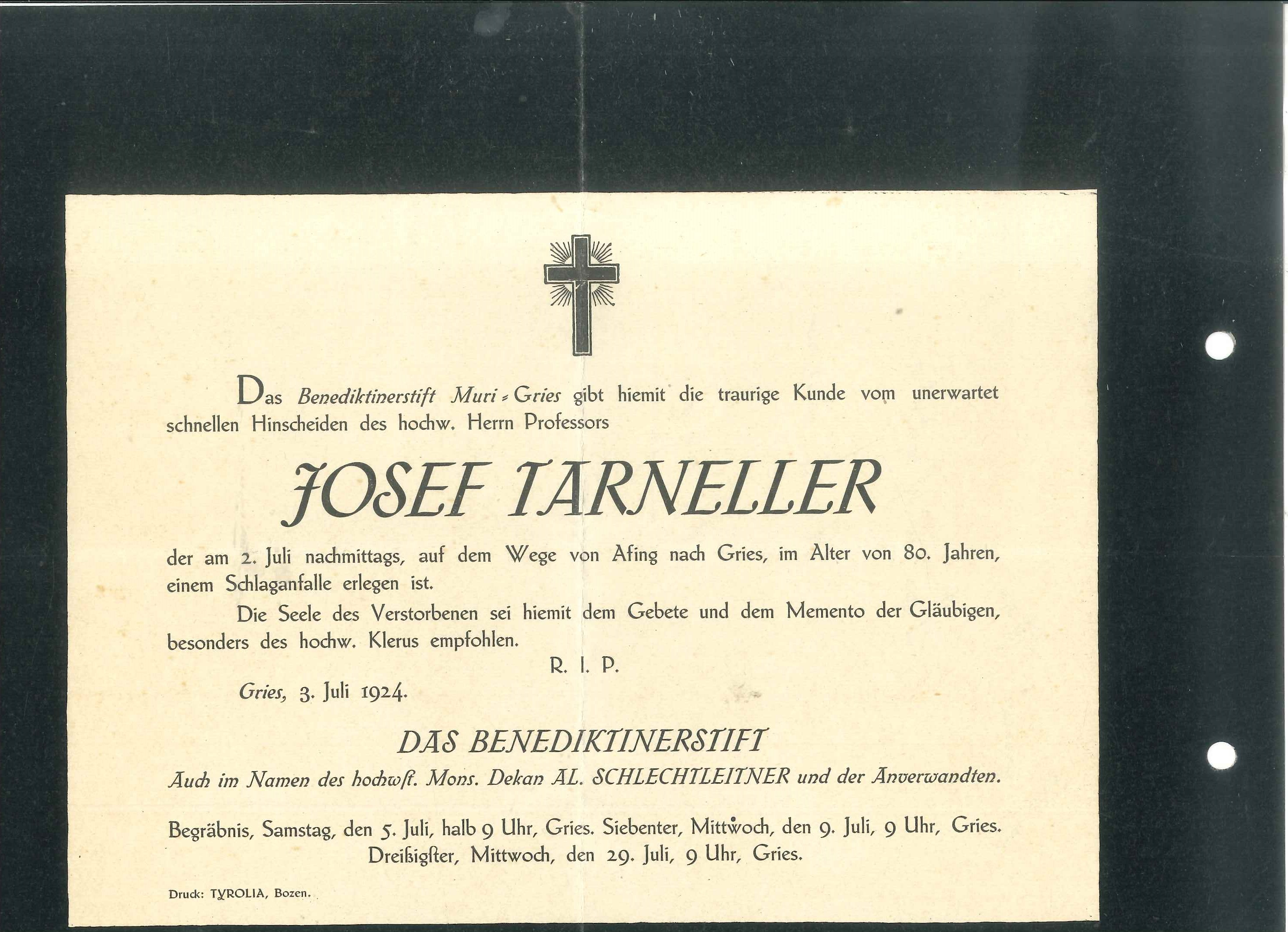
Partezettel für Josef Tarneller (1924)

Die Parte oder der Partezettel ist im österreichischen Sprachgebrauch die schriftliche Mitteilung eines Familienereignisses, wie Taufe, Verlobung, Heirat oder Tod. Das Wort leitet sich vom französischen faire part („mitteilen“) beziehungsweise donner part („Nachricht geben“) her und ist wahrscheinlich Ende des 17. Jahrhunderts entstanden. Die Parte enthält meistens den Ort und Zeitpunkt des Familienereignisses sowie evtl. auch Angaben über religiöse Feiern im Zusammenhang mit dem Ereignis, wie z. B. Taufe, kirchliche Hochzeit oder Seelenmesse. 
Die Parte wird Personen zugesandt, die zum Ereignis eingeladen werden oder darüber informiert werden sollen. Manchmal wird angenommen, „Parten“ seien nur Todesanzeigen, doch dies ist unrichtig. Auch alle anderen Familienanzeigen, die versandt, ausgehändigt oder ausgehängt werden, sind Parten. Unter dem „Partezettel“ wird aber meist der mit einem Foto versehene Totenzettel (das Sterbebild) verstanden, welches beim Requiem verteilt wird. 
Bisweilen werden Sterbeparten noch öffentlich in Partekästen ausgehängt (zum Beispiel am Friedhofseingang, beim Bestatter vor dem Haus und in weiteren, über die Gemeinde verteilten Schaukästen). In Italien werden sie als Plakate geklebt. 
Bis zum Beginn des 20. Jahrhunderts wurden Parten, insbesondere Sterbeparten, durch einen Dienstboten oder Hausoffizier persönlich zugestellt. Dies dürfte mit den damaligen hygienischen Verhältnissen zusammenhängen, die eine schnelle Beerdigung von Toten erforderlich machten, da es keine Möglichkeit zur Kühlung gab. Ein postalischer Versand der Parten dauerte in der Regel zu lange und war meist unzuverlässig.
Form und Inhalt insbesondere der Todesnachrichten haben dem Zeitgeschmack entsprechende Veränderungen erfahren. Tauf-, Verlobungs- und Hochzeitsanzeigen hingegen folgen noch immer formalen Regeln, die bereits im 19. Jahrhundert angewendet wurden. Insbesondere bei Todesnachrichten war es üblich, den vollen Namen sowie den Verwandtschaftsgrad der Hinterbliebenen zu nennen. Heute werden oftmals nur noch die Vornamen genannt; der Informationsgehalt dieser Parten insbesondere für Außenstehende ist daher als eher gering einzustufen. Üblich war es auch, Sterbeparten für Kinder bis zum zwölften Lebensjahr mit einem hellblauen Rand zu versehen. Hochzeitsnachrichten werden bis heute meist auf einem besonders starken Papier, meist gefaltet, versendet. Dabei geben (sofern die Brautleute nicht bereits angejahrt sind; in diesem Falle zeigen sie in eigenem Namen an) auf der linken Seite die Eltern des Bräutigams und auf der rechten Seite die Eltern der Braut die bevorstehende Verehelichung bekannt. Diese Parten können sehr aufwendig gestaltet sein, etwa im Kupferstich auf Büttenkarton gedruckt. 